# Rusałka żałobnik
Rusałka żałobnik (Nymphalis antiopa) – gatunek motyla, jeden z 75 występujących w Polsce przedstawicieli rodziny rusałkowatych. Jest zaliczany do najładniejszych polskich motyli dziennych. W Polsce jest rozpowszechniony, spotyka się go zwykle pojedynczo.

## Wygląd
Jedna z największych rusałek – rozpiętość przednich skrzydeł u niektórych osobników osiąga nawet 90 mm. Skrzydła na wierzchu mają aksamitny wygląd o kawowo-brunatnej barwie z żółtą obwódką i rzędem błękitnych plamek wzdłuż obwódki od wewnętrznej strony. Nietrudno go zauważyć, gdyż szybuje majestatycznym lotem lub siedzi na wilgotnej ziemi. Z reguły są to motyle bardzo płochliwe i trudno je oglądać z bliska. Oceniane jako jedne z najładniejszych rusałek.

## Biotop
Występują zarówno na terenach nizinnych, podgórskich jak i w górach.
Typowym środowiskiem życia rusałek żałobników są nasłonecznione skraje lasów liściastych, leśne drogi i polany sąsiadujące z lasem liściastym lub mieszanym. Motyle większą część czasu spędzają na terenie nie osłoniętym koronami drzew, ponieważ są owadami słońcolubnymi.

## Zasięg występowania
Zasięg występowania gatunku obejmuje prawie całą Europę i Amerykę Północną. Żałobnik rzadko jest obserwowany na kwiatach, gdyż podstawę jego diety stanowią fermentujące owoce i soki wyciekające z uszkodzonych drzew. Osobniki spotykane wiosną po przezimowaniu (sen zimowy) są zazwyczaj nieco mniej efektowne ze względu na wyblakłe barwy. Gatunek ten pojawia się w ciągu roku tylko w jednym pokoleniu. Wiosną samice składają jajeczka w dużych skupieniach. Przy składaniu jajeczek spiralnie otaczają jajeczkami gałązki roślin pokarmowych: wierzb, osik, wiązów i brzóz.

## Morfologia
Postać gąsienicy i poczwarki: gąsienice rusałek żałobników pokryte są rozgałęzionymi kolcami, a ich ciało zdobią rdzawoczerwone plamy. Przez większą część życia gąsienice żerują gromadnie, rozpraszają się dopiero w ostatnim stadium i przepoczwarzają się osobno, zawsze w pobliżu drzew, na których żerują. Przepoczwarzanie ma miejsce na niskich krzewach, kamieniach czy płotach. Szaro ubarwione poczwarki wiszą głową w dół, posiadają kolczaste wyrostki oraz rząd metalicznych plam na grzbiecie. 
Postać dorosła – imago: Dorosłe motyle wylęgają się w połowie lipca i mogą żyć aż do początku czerwca następnego roku, wyżej w górach wylęg przeciąga się do początków sierpnia. Po hibernacji widywane są czasem daleko od miejsc rozrodu, także w niezbyt typowych dla siebie miejscach, na przykład w większych miastach. Wiele osobników ginie w okresie zimy, gdyż na przezimowanie wybierają miejsca, które stają się dla nich niepozwalającą się wydostać pułapką. Osobniki spotykane wiosną po przezimowaniu są zazwyczaj nieco mniej efektowne ze względu na wyblakłe barwy. Długość okresu lotów zależy od warunków pogodowych. Przy upalnej pogodzie może ulec skróceniu do kilkunastu dni. W pierwszej fazie w populacji przeważają samce, a dopiero później proporcje się wyrównują. Samce dokonują lotów patrolowych w poszukiwaniu przesiadujących nisko na roślinach samic.

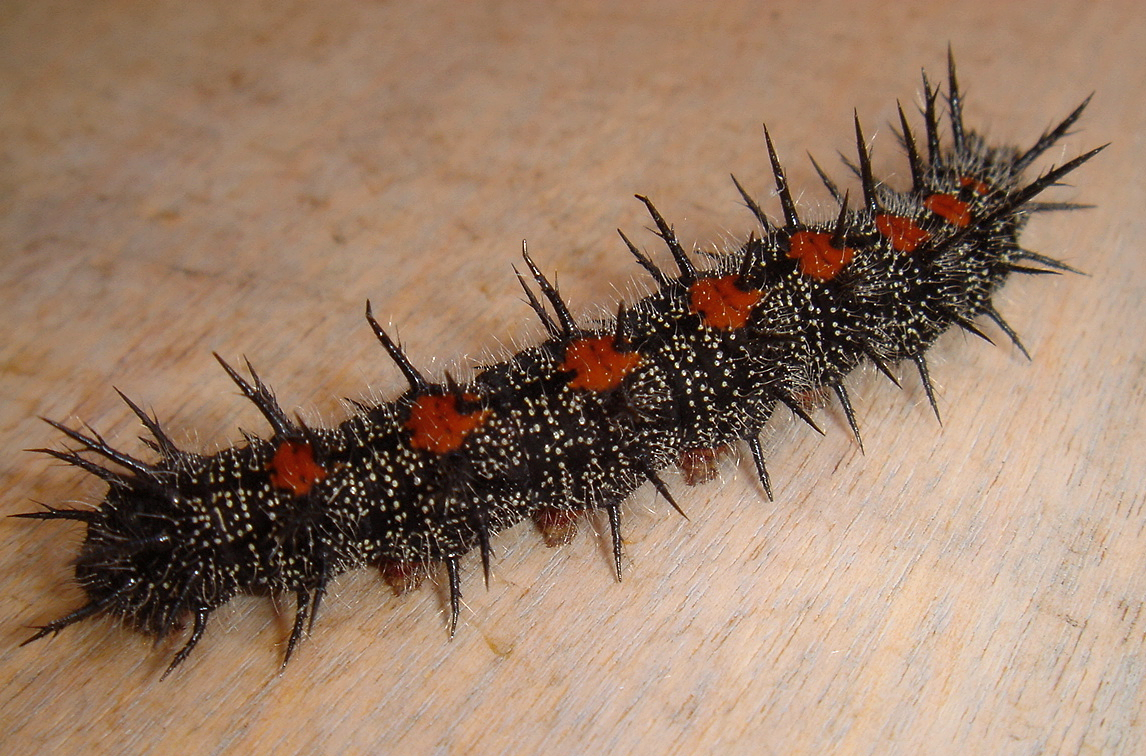
Gąsienica
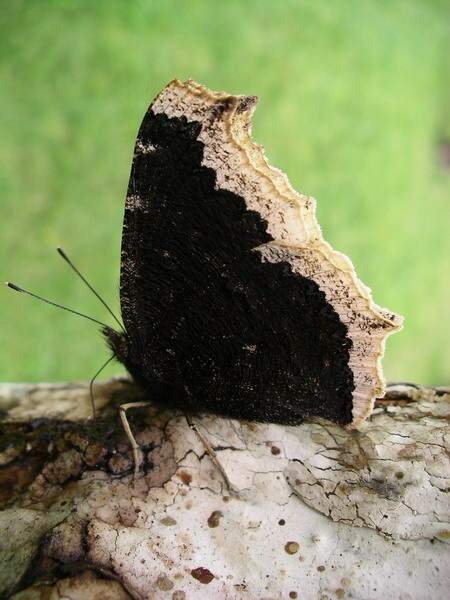
rysunek na spodniej stronie skrzydeł

## Filatelistyka
Poczta Polska wyemitowała 14 października 1967 r. znaczek pocztowy przedstawiający rusałkę żałobnika o nominale 60 gr, w serii Motyle. Autorem projektu znaczka był Jerzy Desselberger. Znaczek pozostawał w obiegu do 31 grudnia 1994 r..